# Protonemura hassankifi
Protonemura hassankifi är en bäcksländeart som beskrevs av Aubert 1964. Protonemura hassankifi ingår i släktet Protonemura och familjen kryssbäcksländor. Inga underarter finns listade i Catalogue of Life.